# Alar del Rey
Alar del Rey es un municipio y localidad española de la provincia de Palencia, en la comunidad autónoma de Castilla y León. Se trata también del lugar de nacimiento del canal de Castilla.
Es una de las localidades del Camino de Santiago del Norte: Ruta del Besaya. Desde 2017, el municipio se encuentra incluido en el Geoparque Las Loras, el primer geoparque de la Unesco en Castilla y León.

## Geografía
Alar del Rey es un pueblo de la meseta castellana, en las estribaciones de la cordillera Cantábrica, situado en una posición equidistante de varias capitales de provincia, como Palencia, Burgos, León y Santander. Pertenece al partido judicial de Cervera de Pisuerga.
Limita con los términos municipales de Aguilar de Campoo, Herrera de Pisuerga, Prádanos de Ojeda y Santibáñez de Ecla (provincia de Palencia) y Sotresgudo en su anejo de Rebolledillo de la Orden en la provincia de Burgos.
A él pertenecen además los núcleos de población de Nogales de Pisuerga, barrio de San Vicente, Becerril del Carpio y San Quirce de Riopisuerga.

## Historia
Alar del Rey le debe su existencia al canal de Castilla. Es el punto de partida de dicho canal, en su ramal norte. El pueblo no existía antes de la creación del canal, y nace como lugar central de construcción del ramal norte. Por esta razón, y debido a que los ingenieros encargados de la construcción eran de origen francés, el pueblo tiene como patrón a San Luis Rey de Francia.
La villa fue fundada en 1657, por la real voluntad de S.M. el rey Felipe IV, en el mismo lugar que sirvió de señorío de las monjas bernardas de San Andrés de Arroyo.
Ya anteriormente, en tiempos de Fernando III, sin existir poblado alguno, tanto las aguas del río como los terrenos que pertenecieron al patrimonio real, se otorgaron al convento de las citadas monjas para que estas tuvieran señorío y vasallaje.
Fue así como en un pequeño recodo del río, aprovechando las aguas del Pisuerga, edifican en el término de Alar un molino, un batán y una pequeña casilla, edificios que, con el tiempo y la llegada de nuevos adelantos en el mundo de las comunicaciones, se incrementarán y harán que surja la nueva población de Alar del Rey.
Motivo de este progresivo incremento fue la apertura al tráfico del Canal de Castilla y, años más tarde ya en plena mitad del siglo XIX, la elección de Alar del Rey como punto de arranque de una de las primeras líneas férreas que circularon en España: el ferrocarril de Isabel II, del que el tramo de Alar del Rey a Reinosa fue el tercero de los que entraron en funcionamiento en España, más tarde conocido como de Alar del Rey a Santander.
Granja de Abadengo que formaba parte del Partido de Villadiego, uno de los catorce que formaban la Intendencia de Burgos, durante el periodo comprendido entre 1785 y 1833, en el Censo de Floridablanca de 1787.
En la formación de los ayuntamientos constitucionales pasa a ser un anejo al nuevo municipio de San Quirce de Riopisuerga que anteriormente estaba incluido en la Cuadrilla de Amaya. Aparece este municipio, porque se segrega del municipio 34506 Nogales de Pisuerga. Entre el censo de 1981 y el anterior, el municipio de San Quirce desaparece porque se integra en Alar del Rey, pasando de la provincia de Burgos a la de Palencia.
El día 15 de agosto se celebra en Alar una famosa competición de descenso de piraguas por el río Pisuerga, que tiene carácter internacional, conocida como el Descenso Internacional del Pisuerga.

## Geografía humana

### Demografía
Cuenta con una población de 912 habitantes (INE 2024).
| Gráfica de evolución demográfica de Alar del Rey entre 1877 y 2021 |
| |
| Población de derecho según los censos de población del INE Población de hecho según los censos de población del INEEntre el censo de 1981 y el anterior, crece el término del municipio porque incorpora a 34030 (Becerril del Carpio) Entre el censo de 1877 y el anterior, aparece este municipio porque se segrega del municipio 34506 (Nogales de Pisuerga) |

### Comunicaciones

#### Ferrocarril

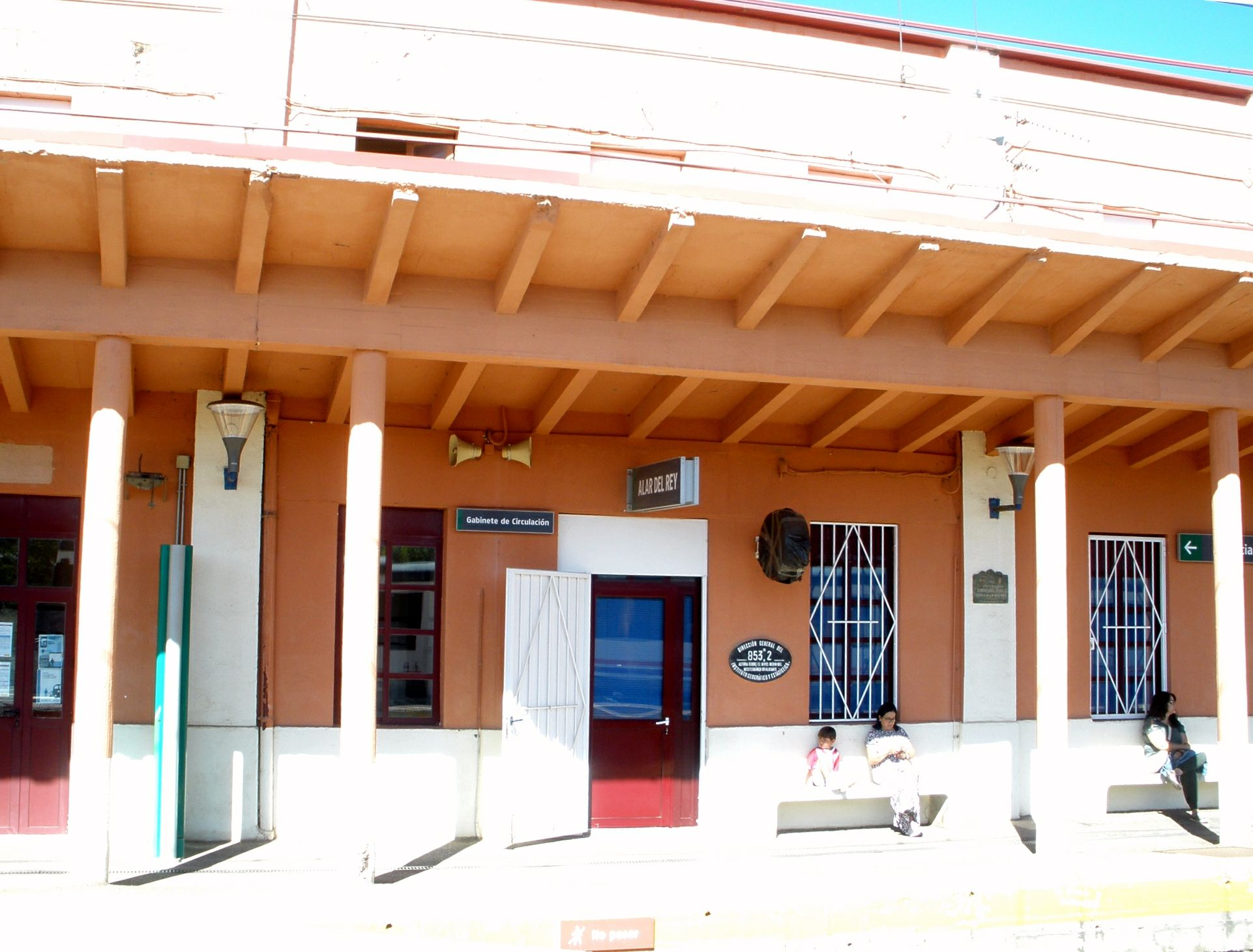
Estación de Alar del Rey

El Canal solucionó en cierta medida el problema de las malas comunicaciones en Castilla por la llanura, pero aún quedaba atravesar la cordillera cantábrica hasta el puerto de Santander. Con los proyectos faraónicos de la conexión de Alar del Rey con Santander mediante la prolongación del Canal, surgió la idea de traspasar las mercancías que llegarían en barcazas a Alar a otros trenes listos para ir cargados a Santander.
Mediante Real Orden del 16 de abril de 1845 se autoriza al Marqués de Remisa, concesionario de la explotación del Canal de Castilla, al duque de Sotomayor y a una compañía inglesa el estudio y construcción del ferrocarril de Santander a Alar del Rey, estudio y proyecto que encargan al ingeniero Juan Rafo.
En 1847, la muerte del Marqués de Remisa y los problemas económicos del Banco de Isabel II dan lugar al vencimiento de la concesión. Esto hace que surja una nueva comisión encabezada por Cornelio Escalante, Vicente Trueba y Jerónimo Roiz que el 13 de marzo de 1850 consiguen una nueva concesión con la declaración de máximo interés nacional con patrocinio regio.
El 25 de junio de 1850 se crea la Compañía del Ferrocarril de Isabel II y el 8 de abril de 1852 una R.O. autoriza el comienzo de las obras.
El 28 de marzo de 1857 se inaugura el tramo de Alar del Rey a Reinosa.
Actualmente, la línea Santander - Alar del Rey forma parte del corredor Santander - Madrid de la línea convencional de Adif. El trazado es realmente sinuoso en la parte cántabra, suavizándose en la parte palentina, con tramos donde se puede alcanzar velocidades de 155 km/h.

#### Autovía A-67 (Cantabria-Meseta)

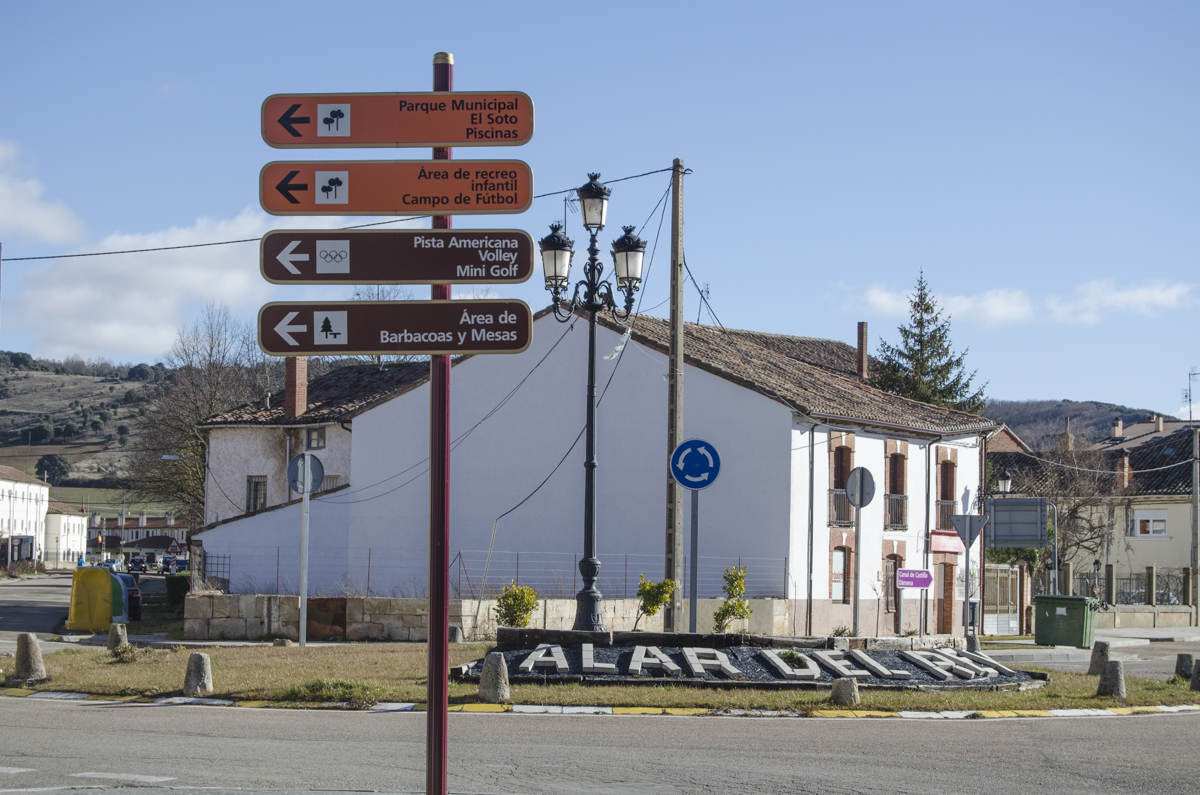
Entrada a Alar del Rey por el puente sobre el río Pisuerga

A través de esta autovía, la localidad está comunicada con la Meseta y con Cantabria.
| Número de Salida | Nombre de Salida                                       | Carreteras que enlaza |
| ---------------- | ------------------------------------------------------ | --------------------- |
| 88               | Alar del Rey - Nogales de Pisuerga - Prádanos de Ojeda | P-223                 |

## Administración y política

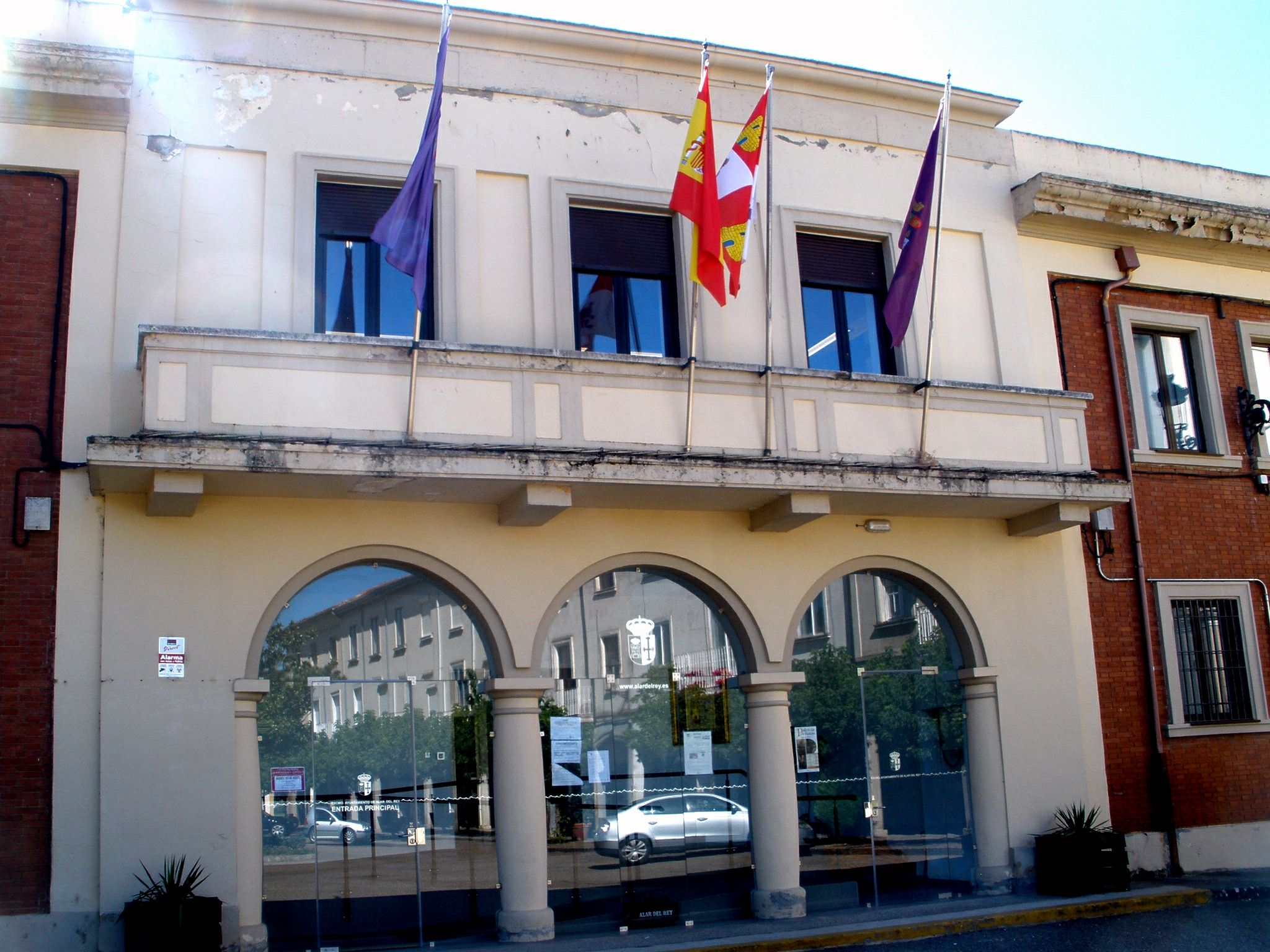
Ayuntamiento de Alar del Rey

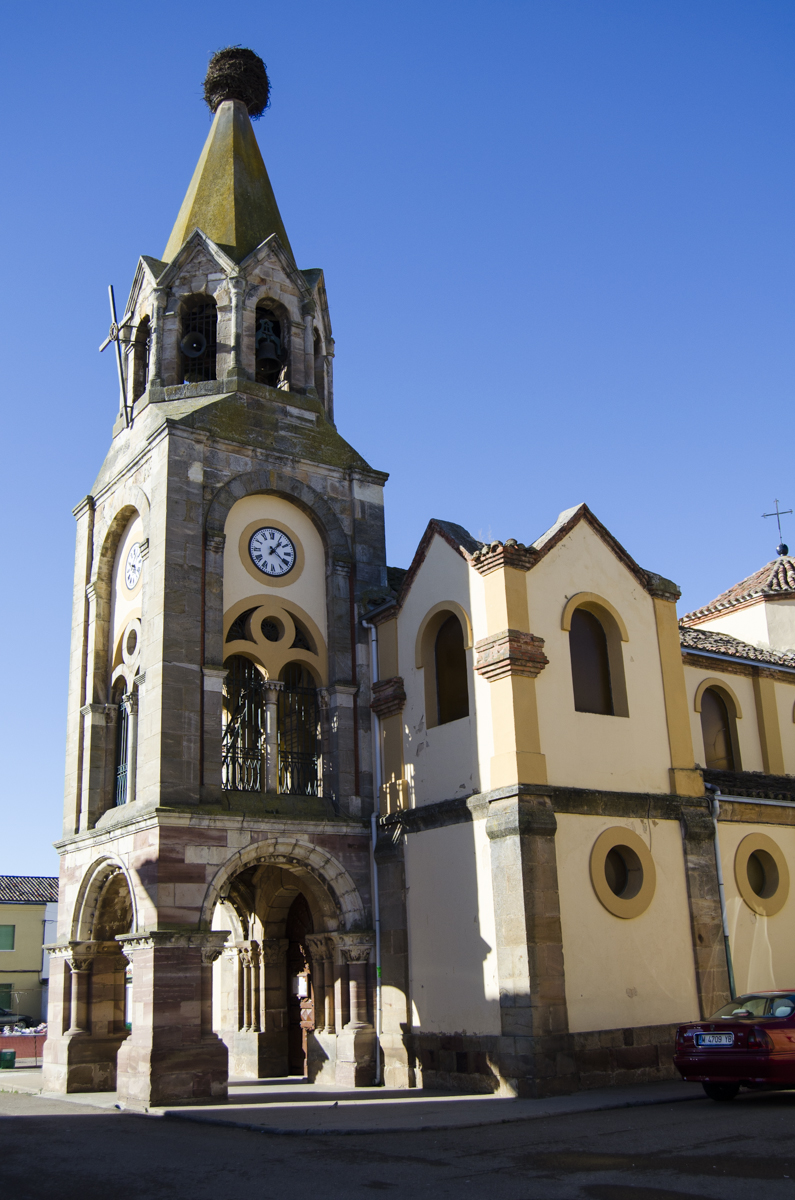
Iglesia de Nuestra Señora del Carmen

| Partido político | 2023       | 2023  | 2019       | 2019  | 2015       | 2015  | 2011       | 2011  | 2007       | 2007  | 2003       | 2003  | 1999       | 1999 |  |
| Partido político | Concejales | Votos | Concejales | Votos | Concejales | Votos | Concejales | Votos | Concejales | Votos | Concejales | Votos | Concejales |      |  |
| PP               | 3          | 240   | 2          | 221   | 4          | 337   | 5          | 364   | 5          | 435   | 5          | 521   | 5          | 504  |  |
| España Vaciada   | 2          | 202   | -          | -     | -          | -     | -          | -     | -          | -     | -          | -     | -          | -    |  |
| PSOE             | 2          | 147   | 1          | 97    | 3          | 308   | 4          | 304   | 3          | 252   | 4          | 388   | 4          | 498  |  |
| Ciudadanos       | -          | -     | 4          | 329   | -          | -     | -          | -     | -          | -     | -          | -     | -          | -    |  |
| PCAS             | -          | -     | -          | -     | -          | -     | -          | 70    | 1          | 136   | -          | -     | -          | -    |  |

| Partido político       | 2023 | 2023  | 2019 (noviembre) | 2019 (noviembre) | 2019 (abril) | 2019 (abril) | 2016 | 2016  | 2015 | 2015  | 2011 | 2011  |  |
| Partido político       | %    | Votos | %                | Votos            | %            | Votos        | %    | Votos | %    | Votos | %    | Votos |  |
| PP                     | 44,1 | 253   | 35,9             | 212              | 32,3         | 208          | 50,9 | 335   | 50,2 | 327   | 58,9 | 411   |  |
| PSOE                   | 35,0 | 201   | 31,5             | 186              | 27,6         | 178          | 25,5 | 168   | 21,5 | 140   | 31,7 | 221   |  |
| VOX                    | 11,0 | 64    | 16,8             | 99               | 9,3          | 60           | -    | -     | -    | -     | -    | -     |  |
| Unidas Podemos - Sumar | 6,1  | 35    | 6,3              | 37               | 8,2          | 53           | 11,3 | 74    | -    | -     | -    | -     |  |
| Ciudadanos             | -    | -     | 9,3              | 55               | 21,4         | 138          | 9,9  | 65    | 10,0 | 65    | -    | -     |  |
| Podemos                | -    | -     | -                | -                | -            | -            | -    | -     | 10,6 | 69    | -    | -     |  |
| IU                     | -    | -     | -                | -                | -            | -            | -    | -     | 5,2  | 34    | 4,73 | 33    |  |

## Cultura

### Patrimonio
Iglesia parroquial de Nuestra Señora del Carmen
Construida en 1898 en estilo neorrománico. La torre, estilo renacentista, se terminó de construir en 1955. La torre descansa sobre tres arcos con capiteles historiados. Antes de construirse los oficios religiosos se celebraban en un almacén del canal habilitado por los trabajadores del Canal de Castilla.
Puente de las Monjas
Obra en estilo clasicista del siglo XIX en fábrica de piedra arenisca que consta de 8 arcos rebajados. 
Canal de Castilla

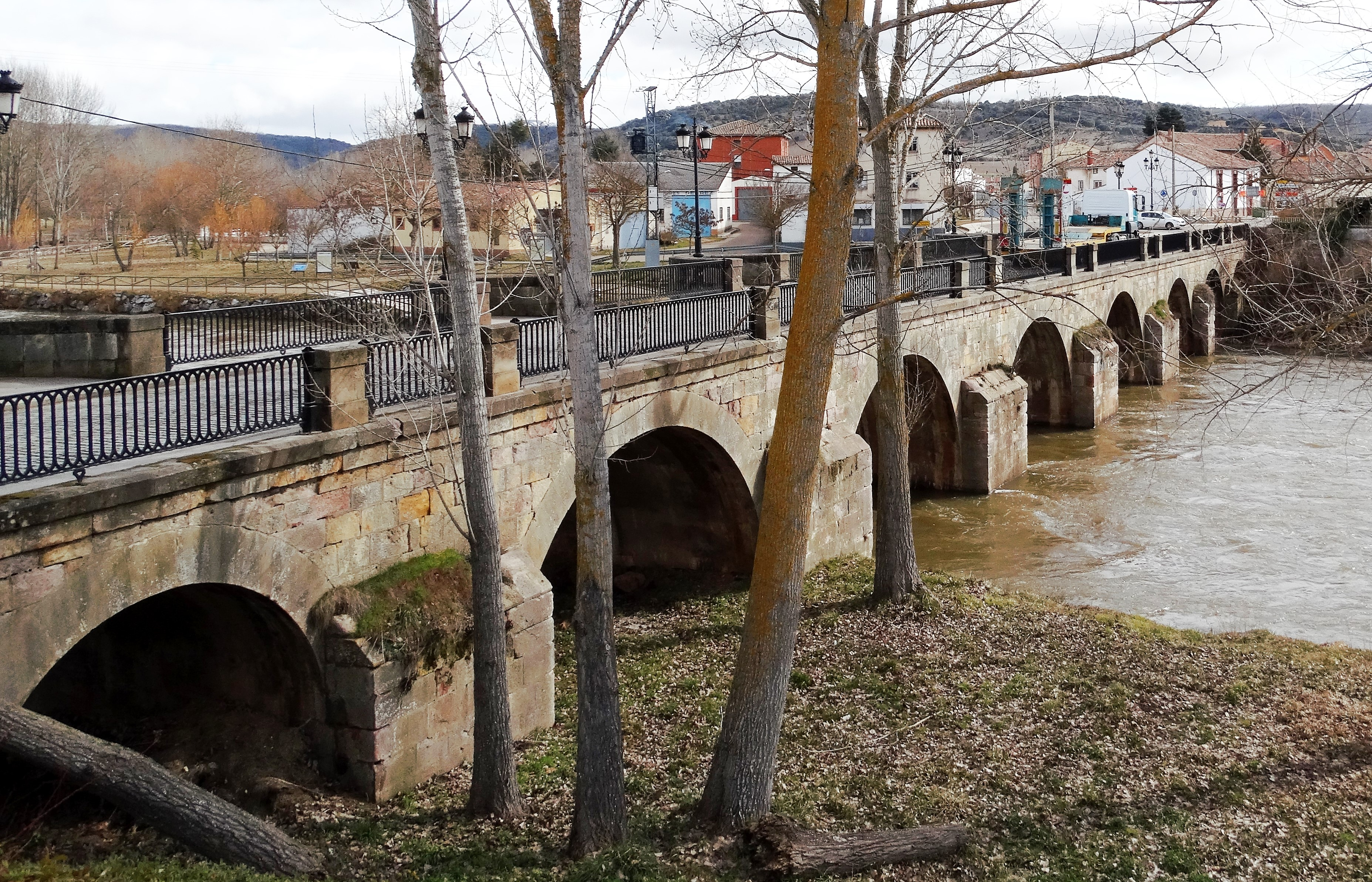
Puente de las Monjas sobre el río Pisuerga

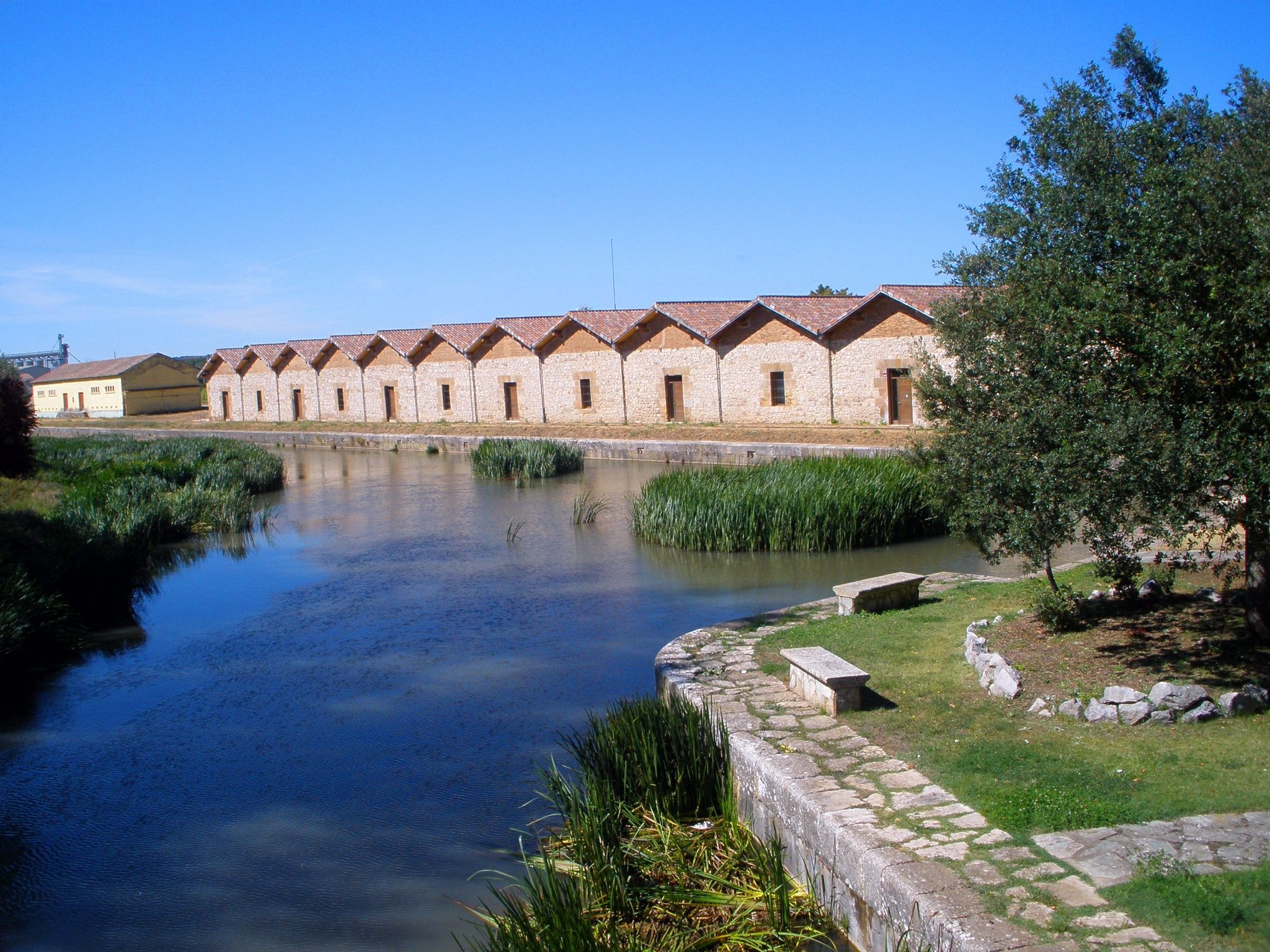
Nave de Picos y dársena del Canal de Castilla en Alar del Rey

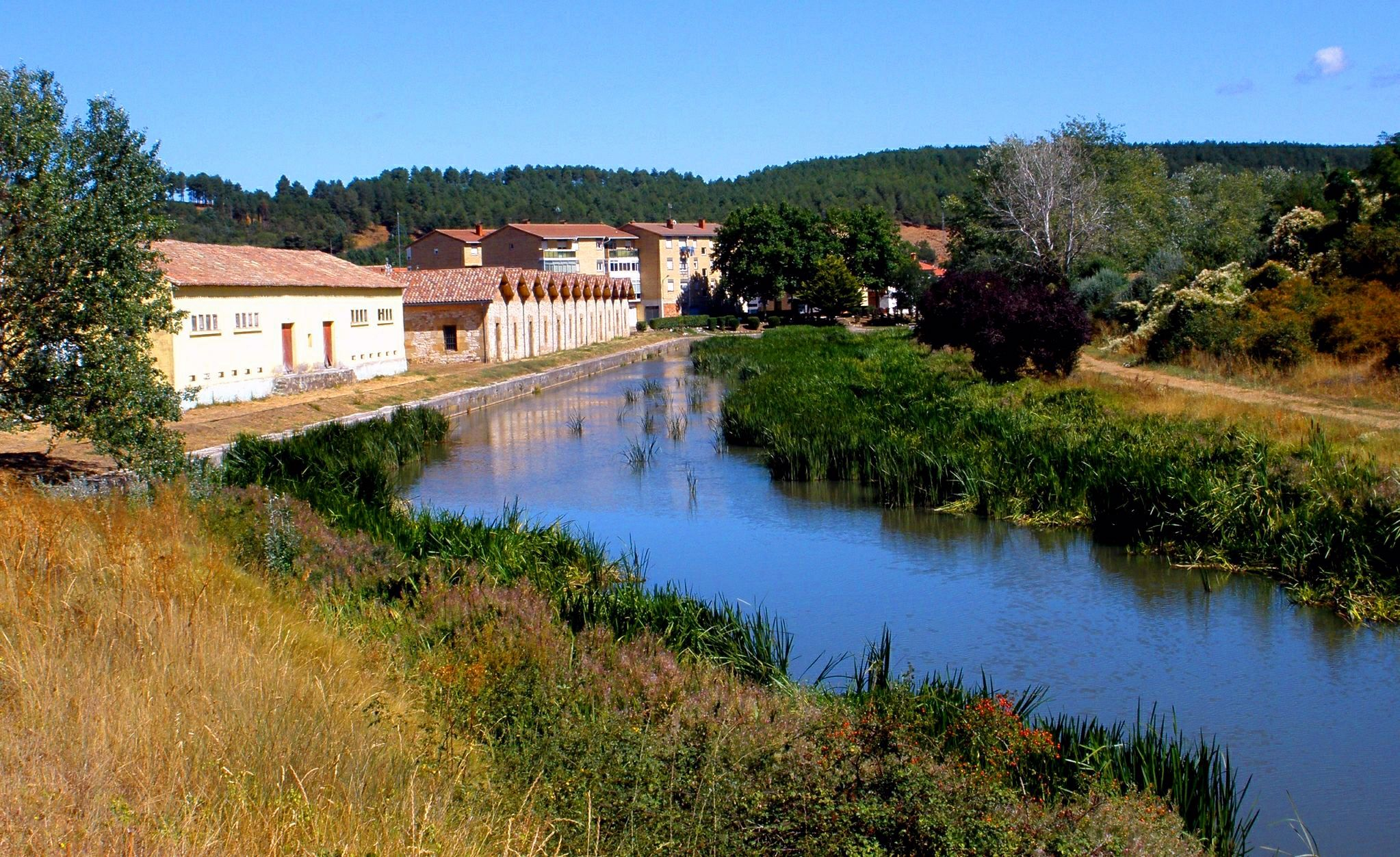
Dársena del Canal de Castilla

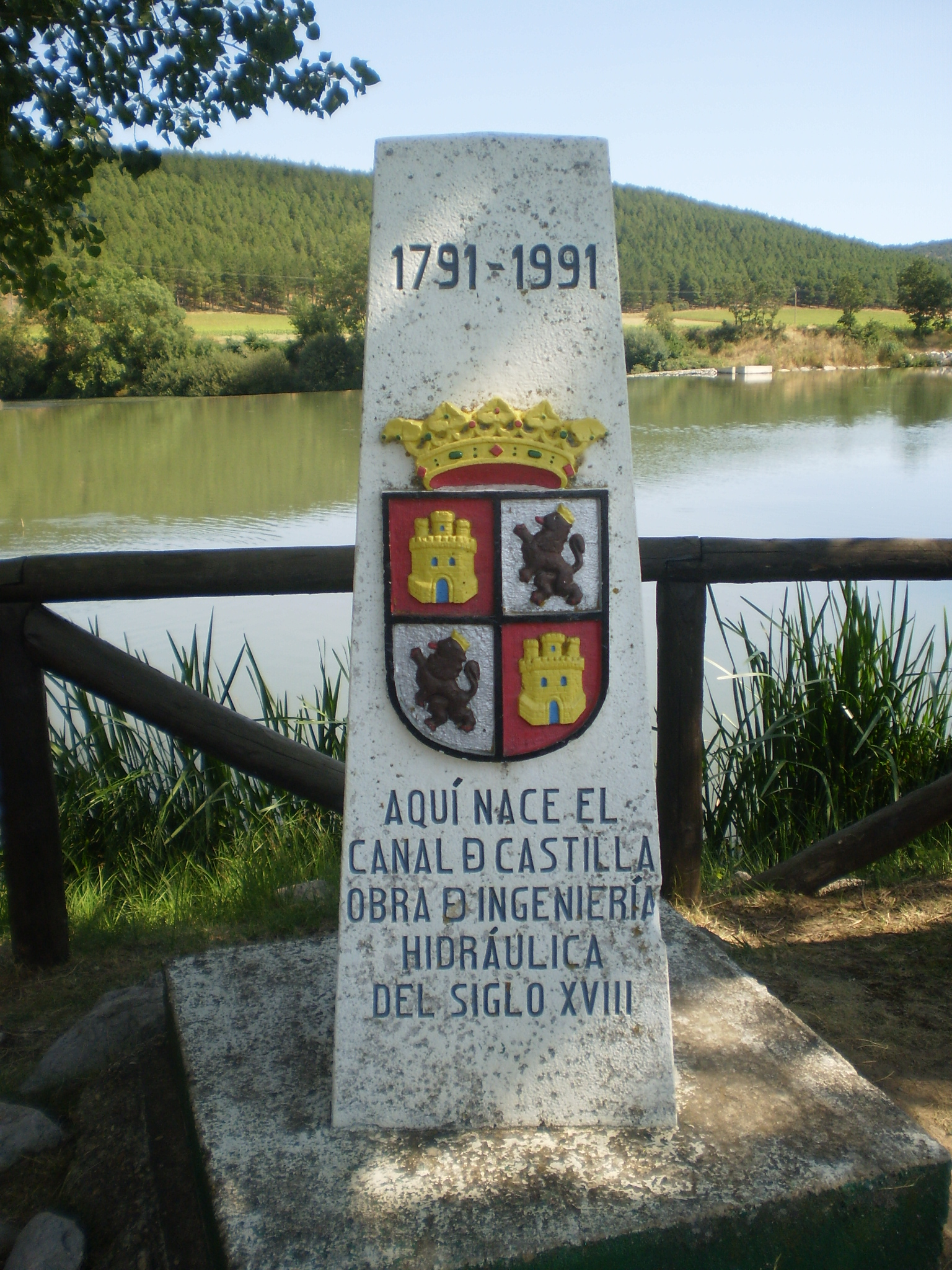
Monolito conmemorativo por los 200 años del Ramal Norte del Canal de Castilla

Es la infraestructura más importante del pueblo y el origen del mismo, ya que según se cuenta, es fruto del asentamiento en los terrenos cercanos al principio del canal de los trabajadores del canal y sus familias. Actualmente no es usado como medio de transporte, pero en otras partes del recorrido se utiliza como atractivo turístico con el uso de barcazas. Destaca su puerto fluvial, un ejemplo único en toda España de arquitectura industrial del siglo XVIII.
Es la obra de ingeniería hidráulica más importante que se realizó en los siglos XVIII y XIX en España. Uno de los sueños de la Ilustración declarado Bien de Interés Cultural en 1991. Castilla y León a principios del siglo XVIII era una región prácticamente aislada del resto del país por una serie de condicionantes geográficos e históricos. Así, esta región principal productora de cereales del país; carecía de buenas salidas a las zonas de comercio, de grandes ciudades y de puertos de mar. Por ello, los proyectos que se plantearon tenían como objetivo primordial mejorar el sistema de comunicaciones para conectar los centros de producción con los de consumo.
En el siglo XVIII, reinando Fernando VI, se crea una comisión, a instancias del Marqués de la Ensenada, que estudie la viabilidad de desarrollar un proyecto de navegación interior. Antonio de Ulloa inicia los primeros estudios y trabajos técnicos, viajando por países europeos con experiencias similares y reclutando al ingeniero francés Carlos Lemaur que recorre en 1751 las cuencas de los ríos de Palencia y Valladolid. Lemaur elabora una serie de proyectos, en los que se basa Ulloa, para presentar el "Proyecto General de Canales de Navegación y Riego para los Reinos de Castilla y León" en 1753, que en un principio uniría Reinosa con Segovia.
Este proyecto inicial sufrió notables recortes y modificaciones siendo solamente ejecutados 207 km desde Alar a Ribas de Campos donde se bifurca terminando un ramal en Medina de Rioseco y otro en Valladolid.
Su construcción fue muy larga (1753-1849) y con muchas complicaciones, en su mayoría políticas -superó la guerra de la Independencia (1808) y la Carlista (1836)- y sobre todo económicas.
Su cauce fue excavado directamente sobre el terreno, a pico y pala, tiene forma trapezoidal y una anchura y profundidad que van cambiando a lo largo de su recorrido variando de 11 a 22 m y de 1,80 a 3 m, respectivamente.El recorrido que realiza el canal está dividido en tres ramales: Ramal Norte, Ramal de Campos y Ramal Sur.
El Ramal Norte recorre 74 km. Salvando un desnivel de 80 m para lo que posee un total de 24 esclusas que se reparten desde Alar del Rey hasta Ribas de Campos donde se bifurca en los otros dos ramales.
Del km. 0 al centro de interpretación del Canal
Alar del Rey, "Cuna del Canal de Castilla". El Canal de Castilla nace en el km. Cero de su andadura en esta localidad, tomando su caudal del río Pisuerga, en el lugar conocido como la Veguilla. Muy cerca de aquí, nos encontramos con la primera retención (puente de la Coneja), la dársena, los almacenes del barrio del Canal y las antiguas mazmorras. Alar del Rey, al ser un núcleo urbano surgido al amparo del canal (siglo XIX) mantiene una traza urbana modernista, sin grandes edificios señeros, no ocurriendo lo mismo con su entorno: iglesia parroquial de San Juan (Nogales de Pisuerga), monasterios de Santa María de Mave y de San Andrés de Arroyo, pórtico de la iglesia de Rebolledo de la Torre.
Barrio de San Vicente. Tomamos el camino de sirga (la parva de la ría) del margen derecho del Canal y a dos km. Llegamos a la primera esclusa en barrio de San Vicente, en la que podemos ver las ruinas de una antigua central eléctrica. Barrio de San Vicente es un pequeño pueblo en el medio rural.
- San Quirce de Riopisuerga. Seguimos caminando y a la altura de esta localidad burgalesa, que se fusionó a Alar del Rey en 1973, encontramos la segunda esclusa, tras caminar un km. más vemos la tercera esclusa, de planta ovalada, como las anteriores y al llegar a la cuarta esclusa, podremos visitar una central eléctrica restaurada. Podemos ver la iglesia parroquial dedicada a San Miguel y la ermita del Santo Cristo, ambas de fábrica románica.

- Herrera de Pisuerga. Seguimos el recorrido hasta la 5.ª y 6.ª esclusa y nos acercamos hasta la Presa de San Andrés, donde visitaremos el centro de interpretación del Canal de Castilla. Desde la 4.ª esclusa podemos desviarnos hasta el núcleo urbano y ver bodegas medievales, la iglesia parroquial del siglo XVI y casonas blasonadas del XVII.

### Fiestas y celebraciones

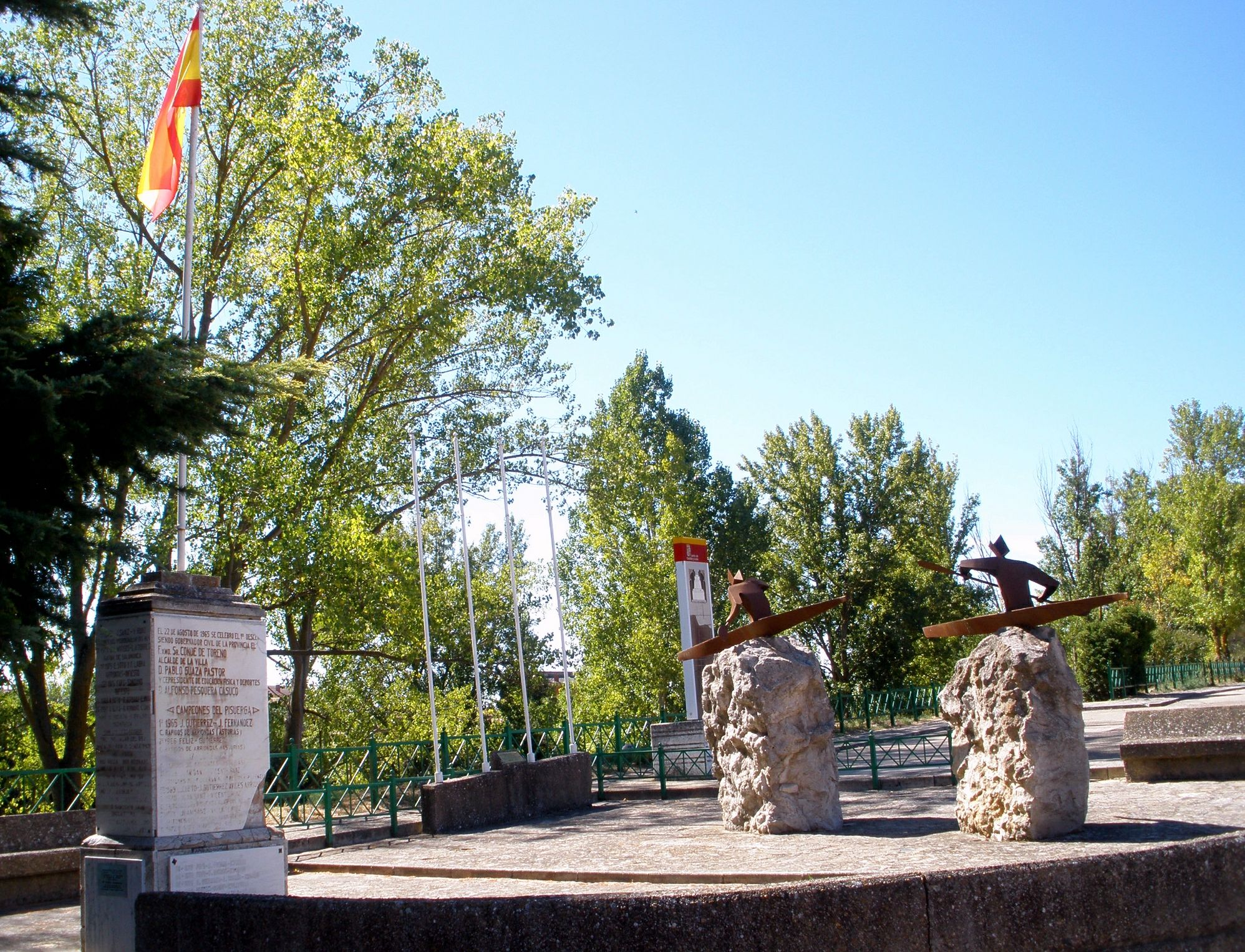
Monumento al descenso del Pisuerga

- Navidad Cultural. Música, teatro y literatura recrean la quincena navideña.
- Carnaval Canalero. El Canal de Castilla se convierte en el escenario perfecto para esta fiesta personal e intransferible. Concursos, desfiles, espectáculos pirotécnicos, música, bailes y mucho color.
- Semana Santa. Procesiones con el rigor castellano y la sencillez palentina recorren las calles de la villa. Por la noche, el tradicional juego de chapas despluma a más de uno.
- San Isidro. Procesión con el Santo por las calles de la villa. Reparto de panecillos de San Isidro.
- Nuestra Señora la Virgen del Carmen. 16 de julio. Procesión de la Virgen por las calles de la localidad. Cánticos y bailes en su honor.
- Fiesta de la Estación. Tercer sábado julio. Se suele celebrar en el entorno de la estación de tren, que perteneció al municipio de San Quirce y a la provincia de Burgos antes de su anexión al municipio de Alar del Rey 1973. Juegos infantiles y tradicionales, atracciones, música y verbena popular.
- Descenso Internacional del Pisuerga y Fiesta Palentina de las Piraguas. Cada 15 agosto, la competición deportiva se inicia en Olleros de Pisuerga y tiene su meta en Alar del Rey. Fiesta de Interés Turístico Nacional. Es una de las fiestas más importantes del pueblo, donde además hay una gran participación de palistas de todas partes de España y del mundo. Suele haber un gran mercadillo en la calle principal.
- Fiestas patronales de San Luis, Rey de Francia. En torno al 25 de agosto. Se celebran varias fiestas dentro de estas fechas. Es una de las fiestas más interesantes y tradicionales del pueblo.
- Feria Agropecuaria del Pilar. 12 de octubre. Es una feria agropecuaria y artesanal
- Festival de Música Folk. En torno al 12 de octubre. Es un festival tradicional que nos acerca a conocer el modo de vida de los antepasados mientras se degustan productos autóctonos en las casetas.
- Fiesta del Puchero. Tradicional rotura de puchero para los niños en edad escolar y sorteos entre los participantes de grandes premios, se celebra el último domingo del mes de octubre.
- San Quirico y Santa Julita (en San Quirce de Riopisuerga). Romería en la ermita del Santo Cristo en lo alto del cerro. Se portan desde el pueblo las imágenes del Santo y su madre, después de las fiestas patronales (tercer domingo de junio), el día de San Juan Bautista (24 de junio).
- San Isidro. 15 mayo (barrio de San Vicente). Procesión solemne por los campos de cultivo con San Isidro, tradicional rotura de pucheros, baile y verbena.
- Fiestas patronales de San Juan Bautista (en Nogales de Pisuerga). 24 de junio